# Социология революции (наука)
Социология революции — раздел социологии социальных изменений, изучающий революционные политические преобразования общества.
Среди самых известных исследователей социологии революции — российский социолог Питирим Сорокин, американский социолог Чарльз Тилли с изучением проблем мобилизации в революции и социальных трансформаций, израильский социолог Шмуэль Эйзенштадт с концепцией модернизации в ходе революций, американский политолог Джек Голдстоун со структурно-демографической теорией.
«Социология революции» предшествовала т. н. «первой волне» исследования теории революции в классификации Д. Голдстоуна, представленной работами американских историков Лайфорда Эдвардса («Естественная история революции», 1927), Крейна Бринтона («Анатомия революции», 1938) и Джорджа Петти («Процесс революции», 1938), но несмотря на это Голдстоун относил этот труд ко второму поколению исследователей, которое, на его взгляд, сложилось в 1960—1960-х годах.
Несмотря на разнообразие исследовательских тем внутри выделяемого направления «Социология революции», исследователи прослеживают общие черты и линии развития. Так, существует мнение, что положение Сорокина об «инакомыслящих» преобразовалось у Л. Эдвардса в выводы о «стрейнджерах» — инакомыслящих «чужаков-пришельцов», которые привносят иные идеи и дестабилизируют существующее состояние общества. Выводы П. Сорокина о «замиренной среде», которую представляет собой обычно каждая социальная группа, получили продолжение в концепции равновесия социальной системы и ее дисфункции Чалмерса Джонсона и Лоуренса Стоуна. Идеи об изменении сознания и поведения различных социальных групп в преддверии революций нашли развитии в теории относительной депривации.

## Основные теории революции
Основными считаются четыре теории революции:
- бихевиористская (поведенческая);
- психологическая;
- структурная;
- политическая.

При наличии частных недостатков, присущих только одной из теорий, все они не способны ответить на несколько общих вопросов, например, как формируются политические организации и что предопределяет поведение армии во время революции.

### Бихевиористская теория
Бихевиористская (поведенческая) теория революции источником революционного поведения людей называет их базовые потребности и инстинкты. Быстрый переход к радикальным действиям вызван длительным подавлением таких человеческих потребностей, как утоление голода, безопасность, половой рефлекс, собственничество, соревновательность, творчество. Непосредственными причинами является резкое увеличение ограничений этих базовых инстинктов у большинства населения и одновременная неспособность власти эффективно подавлять возникающие бунты.
Бихевиористская теория Питирима Сорокина, созданная в 1925 году, исторически стала первой современной теорией революции.

### Психологическая теория
Психологические теории революции, в отличие от бихевиористских, ставят во главу не базовые инстинкты, а сложную мотивационную систему. Причиной революции называется осознание массами несправедливости своего положения. Революция не возникает, если даже самое нищее существование общества воспринимается как закономерное. Осознание несправедливости может возникнуть из-за появления новых идеологий, характеризующих текущее положение как неприемлемое; из-за падения уровня жизни при сохранении на прежнем уровне ожиданий; при сочетании первых двух факторов.
Психологические теории критикуют за то, что они не учитывают неравенство в обществе, связанное с распределением власти и денег.
Наиболее значимой из психологических теорий является теория относительной депривации, предложенная Джеймсом Дейвисом и Тедом Гарром.

### Структурная теория
Структурные теории выдвигают на первый план классовые и групповые отношения в обществе, отрицая психологические аспекты. При этом напряжение в обществе может возникать как в силу внутренних противоречий, так и из-за внешнего, международного давления. Революция развивается с вовлечением в процесс широких масс крестьянства и рабочих, а успешной становится после полного демонтажа старого и установления нового государственного строя.
Критика структурной теории зеркальна по отношению к психологической и касается отказа от рассмотрения в ней психологических аспектов.
Ведущей современной сторонницей структурной теории является Теда Скочпол.

### Политическая теория
Политические теории в сравнении со структурными ещё более сужают область причин революции, сводя их исключительно к борьбе за власть внутри государства. В этом случае революция рассматривается как нормальный политический процесс, принимающий крайние формы. Предпосылкой к революции является сосредоточение у оппозиции достаточных ресурсов для эффективной борьбы с действующей властью, то есть когда в политическом процессе появляется несколько участников. После консолидации новых сил революция прекращается, формируется новая единая власть.
Одним из видных последователей политической теории является Чарльз Тилли.

### Теория массовых движений
Теория революции входит как составная часть в теорию массовых движений, разработанную в начале 1950-х годов американским философом Эриком Хоффером. В своей книге «Истинноверующий: Мысли о природе массовых движений» (1951) Хоффер рассматривает возникновение и развитие массовых движений вообще и социальных революций в частности с точки зрения психологии, социологии и истории.

## Критика
Стивен Сандерсон высказывался (2010), что «социологи революций являются одними из самых интеллектуально развитых из всех социологов».